# Liste der Museen in Krefeld
Die  Liste der Museen in Krefeld enthält Museen und museumsähnliche Einrichtungen. 

## Liste
| Bezeichnung                          | Bezeichnung                                                       | Stadtbezirk | Beschreibung | Bild |
| ------------------------------------ | ----------------------------------------------------------------- | ----------- | --- | ---- |
| Entomologische Sammlungen            |                                                                   |             | |      |
| Kaiser-Wilhelm-Museum                |                                                                   |             | |      |
| Museum Haus Lange/Museum Haus Esters |                                                                   |             | |      |
| Museumszentrum Burg Linn             | Burg Linn mit Niederrheinischem Landschaftsmuseum und Jagdschloss | Linn        | |      |
| Museumszentrum Burg Linn             | Geismühle                                                         | Oppum       | |      |
| Deutsches Textilmuseum               | Deutsches Textilmuseum                                            | Linn        | Das Museum gehört zu den international wichtigsten Sammlungen mit historisch kostbaren Textilien und Bekleidung. Sie umfasst über 30.000 Objekte aus allen Teilen der Welt von der Antike bis zur Gegenwart. |      |
| Haus der Seidenkultur                |                                                                   |             | |      |
| Heimatstuben Hüls                    |                                                                   |             | |      |
| Museumsbahn Schluff                  |                                                                   |             | |      |